# سافی نبو
سافی نبو (انگلیسی: Safy Nebbou؛ زادهٔ ۲۷ آوریل ۱۹۶۸) بازیگر و کارگردان فرانسوی است.